# Магбет (драма)
Магбет (енгл. Macbeth) је један од најкраћих Шекспирових комада. Има свега око 2 000 редова, што значи да је упола краћи од “Хамлета”. Није познато да ли је драма била таква и у изворном облику или је сачувани текст скраћена верзија, приређена за извођење. Као додаци тексту помињу се делови који можда потичу од Томаса Мидлтона. Две песме које се, према упутствима за извођење певају у петој сцени трећег чина и у првој сцени четвртог чина, потичу из његове драме “Вештица”. Њему се приписује и сразмерно слаб разговор између Данкана и рањеног официра у првом и сцена са Хекатом у трећем чину.
Представа “Магбет” први помен о њој је из 1611. године, а према алузијама из текста свакако је настала после 1603. године, јер је тада на престо дошао Џејмс I, чији је наводни предак Банко и чијем се укусу очигледно повлађује у “Магбету”. Такође, извесне алузије на Банков дух постоје у два дела из 1607. године. Стога, вероватно је ово дело изведено око 1606. године први пут.
У контексту смрти и обнављања природе, ово дело говори о убиству краља, и догађајима после њега. Историјски подаци у овом делу долазе из уобичајених историјских извора елизабетинског времена, претежно Холинсхедове хронике, али само дело има веома мало везе са историјским подацима који показују да је краљеубица био дивљења вредан и способан владар.
Иза позоришних кулиса за ову представу важи да је уклета те многи сујеверни глумци не желе ни да спомињу њено име, називајући је једноставно "шкотском представом“
Драма „Магбет“ је полисемично и тематски богато дело. Мотивација за убиство које Магбет чини над краљем појачана је вештичјим чинима и амбицијом, крвава дела остављају простора за људскост; злочин и казна добијају шири контекст у оквиру природних процеса смрти и рађања. Мотивација је дата и на широком, али и на личном плану - тако брачни пра Магбетових не може да има потомство. Колико су ликови убице и његове жене спојени, доказује психоаналитичка студија Зигмунда Фројда на ту тему, у којој уплашеног и зачараног убицу и његову, првобитно амбициозну, а затим оболелу жену, види као делове људске подсвести.